# Лична карта
Вижте пояснителната страница за други значения на Карта (пояснение).
Личната карта (срещана и като идентификационна карта, буквален превод от identity card и пр.) е документ за самоличност, удостоверяващ самоличността на нейния притежател. В почти всички държави по света гражданите са задължени да притежават лични карти. В някои държави първата лична карта се получава на 14 или 16 години. В България се получава на 14 години.
На личната карта са изписани:
- имената на притежателя на картата,
- датата на раждане (или възрастта) на притежателя на картата,
- датата на издаване на картата,
- датата на изтичането на валидността на картата,
- идентификационен номер на картата.